# Gyrocochlea impressa
Gyrocochlea impressa är en snäckart som beskrevs av Hedley 1924. Gyrocochlea impressa ingår i släktet Gyrocochlea och familjen Charopidae. Inga underarter finns listade i Catalogue of Life.